# 오차노미즈역
오차노미즈역(일본어: 御茶ノ水駅)은 일본 도쿄도 지요다구와 분쿄구에 있는 동일본 여객철도와 도쿄 메트로의 역이다.

## 역사
- 1904년 12월 31일: 당역 ~ 이이다초 역 구간의 개통과 동시에 고부 철도의 역으로서 오차노미즈바시의 신주쿠 방향 한정 여객 영업만 개시.
- 1906년 10월 1일: 철도국유법에 따라서 고부 철도의 국유화로, 관설 철도의 역이 됨.
- 1908년
  - 4월 19일: 쇼헤이바시 ~ 당역 간 개통.
  - 10월 12일: 국유철도 선로명칭 제정으로 주오 본선의 역이 됨.
- 1909년 10월 12일: 선로명칭 제정에 의하여 주오히가시 선(1911년부터 주오 본선)의 소속이 됨.
- 1923년 9월 1일: 간토 대지진에 의하여 역사의 일부가 소실되었지만 긴급 복구하여 계속 사용함. 오차노미즈 부근은 절벽 붕괴를 포함한 시설 피해를 입음.
- 1932년 7월 1일: 현재 위치에 개축 이전함. 양국을 연결하는 소부 본선이 운행하게 됨.
- 1933년 9월 15일: 오차노미즈 ~ 이이다마치 간 복복선화 완성, 주오선 급행 전철(현, 주오 쾌속선) 운행 개시.
- 1949년 6월 1일: 일본국유철도 발족.
- 1954년 1월 20일: 제도고속도교통영단(에이단 지하철) 마루노우치 선 역이 개업함.
- 1968년 7월 16일: 22시 30분경, 1번 선에서 추돌 사고 발생.
- 1972년 7월 15일: 소부 쾌속선 개업에 따라, 소부 본선의 기점역에서 소부 본선 지선의 종점역이 됨.
- 1987년 4월 1일: 일본 철도 민영화로 국철의 역은 JR 동일본의 역이 됨과 동시에 히지리바시구치 동쪽 출입구 전용의 임시 개찰구가 개설됨. 개설 초기에는 일요일과 공휴일을 제외한 8시 정각부터 9시 15분까지만 사용됨.
- 1993년 11월 4일: 애이단 지하철 정기권 판매기가 도쿄역 구내로 이전하면서 폐쇄됨. 대체 조치로 계속적으로 정기권 발매기를 도입함.
- 1999년: JR 동일본의 역이 간토의 역 백선에 선정됨.
- 2001년 11월 18일: JR 동일본에서 교통계 IC 카드인 "Suica" 이용 개시.
- 2004년 4월 1일: 에이단 지하철 민영화, 마루노우치 선의 역은 도쿄 메트로의 역이 됨.
- 2007년 3월 18일: 도쿄 지하철에서 교통계 IC 카드인 "PASMO" 이용 개시.
- 2010년 3월 26일: JR 동일본과 지요다 구에 의하여 역의 배리어 프리화 공사 및 역전 광장 기능 정비 사업이 발표됨.

## 역 구조

### JR 동일본
섬식 승강장 2면 4선의 지상역으로 교상역사로 구성되어 있다. 오차노미즈바시와 히지리바시 사이에 승강장이 있으며, 각각 다리 남쪽에 출구가 있다. 각각 오차노미즈바시구치와 히지리바시구치라고 부른다. 역의 서쪽 출입구는 오차노미즈바시 측에 있으며, 히지리바시구치의 동쪽(아키하바라 방향)에는 평일 아침에만 개방하는 출구 전용의 임시 개찰이 있다. 고대의 옹벽과 간다 강 사이에 선로가 부설되어 있어 승강장의 폭이 매우 좁으며 화장실은 오차노미즈바시구치와 히지리바시구치의 개찰내에 있지만 다기능 화장실은 없다.
오차노미즈바시 출입구 역사는 1932년 7월의 소부 본선 노선 연장에 맞추어 사용 개시되었고, 이토오시 게루의 설계에 의한 모더니즘 건축 양식이며 이전까지는 승객을 대합실에 대기시킨 후 승강장에서 여객 유동을 중시하고 차례대로 승객을 승차시키면서 새로운 통근전철역의 스타일을 처음 확립시켰다. 서쪽의 히지리바시구치 역사는 크게 개축되어 원형의 모양을 잃지는 않았지만 오차노미즈바시구치 역사는 건설 이후 크게 개축하지 않았다. 서쪽의 히지리바시구치 역사는 크게 개축하였지만 배리어프리 대책 공사에 따라 2013년도부터 착수되었다.
외측의 두 선을 주오 쾌속선, 내측의 두 선을 주오·소부 완행선의 각역정차가 각각 사용하고 같은 방향 열차를 같은 플랫폼에서 환승할 수 있는 방향별 복복선의 구조이다. 이로 인해서 오차노미즈 역의 전후로 입체 교차가 설치되어 있다. 평행선을 그리는 미타카 ~ 오차노미즈 역의 구간 중 동일 방향이면 계단을 이용하지 않고 환승이 가능한 유일한 역이다.
당역을 기점으로 주오 선과 소부 선의 각역정차 열차가 상호 직통운전을 한다. 다만 이른 아침과 심야는 주오 선과 소부 선이 서로 분리돼서 운전을 실시한다. 소부 선은 당역으로 회차되지만 주오 선은 당역의 스이도바시 방향에서 쾌속 전철이 다니는 급행선과 완행선의 사이로 전환되고 도쿄역 발착으로 운행되며 쾌속용 E233계 전동차가 사용되고 있다. 소부 선의 상행 열차는 2번 승강장에 도착하고 일반 주오 완행선 하행 본선에 도착하며 그리고 3번 선에 입선하면 소부 선의 하행 열차가 정차한다. 이 시간대에는 지바 방면에서 신주쿠·나카노·미타카 방면, 그 반대의 미타카 방면에서는 긴시초·쓰다누마·지바 방면으로 갈 때는 모두 당역에서의 환승이 필요하다.

#### 승강장
| 번호 | 노선                        | 방향 | 행선                                    | 비고                                                            |
| ---- | --------------------------- | ---- | --------------------------------------- | --------------------------------------------------------------- |
| 1    | 주오 쾌속선                 | 하행 | 신주쿠・미타카・다치카와・다카오 방면   | 다치카와 역에서 오메 선과 직결 （오메 방면 행의 열차）          |
| 2    | 주오·소부 완행선 (각역정차) | 서측 | 스이도바시・신주쿠・나카노・미타카 방면 | 이른 아침과 심야에는 1번 선                                     |
| 3    | 주오·소부 완행선 (각역정차) | 동측 | 아키하바라・긴시초・후나바시・지바 방면 | 이른 아침과 심야에는 당역 시발 긴시초 역에서 소부 쾌속선과 접속 |
| 4    | 주오 쾌속선                 | 하행 | 도쿄 방면                               |                                                                 |

- 2번 선과 3번 선 사이에 소부 본선의 0 km 이정표가 설치되어 있다.
- 1995년경부터 ATOS가 도입될 때까지는 3,4번 선에서 당역에서만 사용되던 시오쓰카 히로시 작곡의 접근 멜로디를 사용했다.

### 도쿄 메트로
상대식 승강장 2면 2선의 지하역이다.
1번 선의 긴자 방향으로 이케부쿠로 방면 선로에 건늠선이 1개 있다. 2007년 6월에 스크린도어가 설치되었으나 차량과 승강장 사이의 조정 공사로 2008년 3월 22일까지 가동을 일시 정지하고, 다음 날인 23일 재개되었다.
JR선의 역과 달리 양쪽 개찰구에 엘리베이터가 설치되어 있으며 1번 승강장 개찰구에 있는 엘리베이터로 도쿄 의과 치과 대학에 직접 들어갈 수 있다.
역은 간다 강에 면한 급경사지에 건설된 관계로 진입 부분이 반지하 구조의 역사와 비슷한 설계로 시공되었다. 이 부분은 국철・JR 오차노미즈 역의 1932년 완성역사에도 관여한 도바시 나가토시가 주재하는 도바시오야 건축 사무소의 설계로 국철과 JR 오차노미즈구치 역사와 같이 국제적인 스타일을 채용하고 있다.
과거에는 지요다 선 신오차노미즈 역과 연락 업무를 하다가, 도에이 지하철 신주쿠 선 오가와마치역이 개업하고 신오차노미즈 역과 아와지초 역이 직접 연결되면서 신오차노미즈 역과 당역(도쿄 메트로)과는 연락이 해지되었다.

#### 승강장
| 번호 | 노선          | 행선                                |
| ---- | ------------- | ----------------------------------- |
| 1    | 마루노우치 선 | 긴자・신주쿠・오기쿠보・호난초 방면 |
| 2    | 마루노우치 선 | 고라쿠엔・이케부쿠로 방면           |

## 역 주변
JR 선의 북쪽으로는 간다 강이 흐른다. 마루노우치 선의 역은 간다 강의 북쪽에서 오차노미즈바시로 이어진다. 히지리바시는 동쪽, 오차노미즈바시는 서쪽에 다리가 지어졌다. 역 주변은 메이지・니혼・준텐도・도쿄 의과 치과 대학 등이 있으며 "일본의 카르티에 라탱"이라고도 불리는 대학가로 꼽힌다. 또한, 악기점과 스포츠 용품점, 역사 있는 유명 병원도 많다.
또한, 오차노미즈 여자대학과 가까운 지하철 역은 당역이 아닌 마루노우치 선 묘가다니 역과 유라쿠초 선 고코쿠지 역이다. 전신인 도쿄 여자 고등사범학교가 유시마 성당 및 현재의 도쿄 의과 치과 대학 부지 내에 있었기 때문이다.

### 북쪽
- 도쿄 의과 치과 대학 (의학부・치학부)
  - 도쿄 의과 치과 대학 의학부 부속 병원
  - 도쿄 의과 치과 대학 치학부 부속 병원
  - 오차노미즈 우체국
- 준텐도 대학 (의학부)
  - 준텐도 대학 의학부 부속 준텐도 의원
- 유시마 성당
- 혼고도리
- 간다 묘진
- 도쿄 가든 팔레스 (호텔)
- 일본 축구 협회 빌딩 (JFA하우스)
  - 일본 축구 협회 (JFA)
  - 일본 축구 박물관
- 도쿄 근로자 음악 협의회 오차노미즈 센터
- 도쿄 도 수도 역사관

### 남쪽
- 오차노미즈 미술 학원
- 오차노미즈 미술 전문 학교
- 메이지 대학 (본부・스루가다이 캠퍼스)
- 니혼 대학 (치학부・이공학부・대학원 법무 연구과)
  - 스루가다이 니혼 대학 병원
  - 니혼 대학 종합 건강 진단 센터
  - 니혼 대학 치학부 부속 치과 병원
  - 니혼 대학 카잘스 홀
- 도쿄 전기대학
- 스루가다이 대학 (오차노미즈 캠퍼스・대학원 법무 연구과)
- 주오 대학 스루가다이 기념관
  - 주오 대학 경리 연구소
- 도쿄 지하철 지요다 선 신오차노미즈 역
- 도에이 지하철 신주쿠 선 오가와마치역
- 도쿄 지하철 마루노우치 선 아와지초 역
- 일본 출판 판매 본사
- 와 테라스
- 오차노미즈 소라시티
- 니콜라이 성당
- 미쓰이스미토모 해상 본사
- 문화 학원
- 야마노우에 호텔
- 도쿄YWCA 회관
- 이노우에 안과 병원
- 간다스루가다이 우체국
- 오가와마치 우체국
- 신오차노미즈 역전 우체국
- 간다 우체국
- 간다 고서점가 (간다진보초)
- 산세이도 서점 간다 본점
- 도쿄 지하철 한조몬 선・도에이 지하철 미타 선・신주쿠 선 진보초 역
- 메이지 대학 거리
- 소토보리도리
- 국도 제17호선
- 마로니에 거리
- 요쓰야오쓰카 오차노미즈 교사

## 버스 노선
역 니시구치의 "오차노미즈 역전" 정류소에, 도에이 버스와 지요다 구 지역 복지 교통 "바람 구루"(히타치 자동차 교통이 운행) 노선이 지나고 있다.
- 차 51 : 고마고메역 행 / 아키하바라역 행 (오차노미즈바시 북쪽 승강장)
- 히가시 43 : 도쿄역 마루노우치키타구치 행 / 아라카와 제방 행 (오차노미즈바시구치 개찰구 앞 승강장)
- 가쿠 07 : 도쿄 대학 구내 행 (히지리 교상 승강장) - 승차는 동쪽(JR 히지리바시구치), 하차는 서쪽(JR 오차노미즈바시구치)
- 바람 구루 : 아키하바라 루트 지요다 구청 행 (오차노미즈바시 북쪽 승강장)
- 바람 구루 : 후지미・진보초 루트 지요다 구청 행 (오차노미즈바시구치 개찰구 앞 승강장)

## 사진

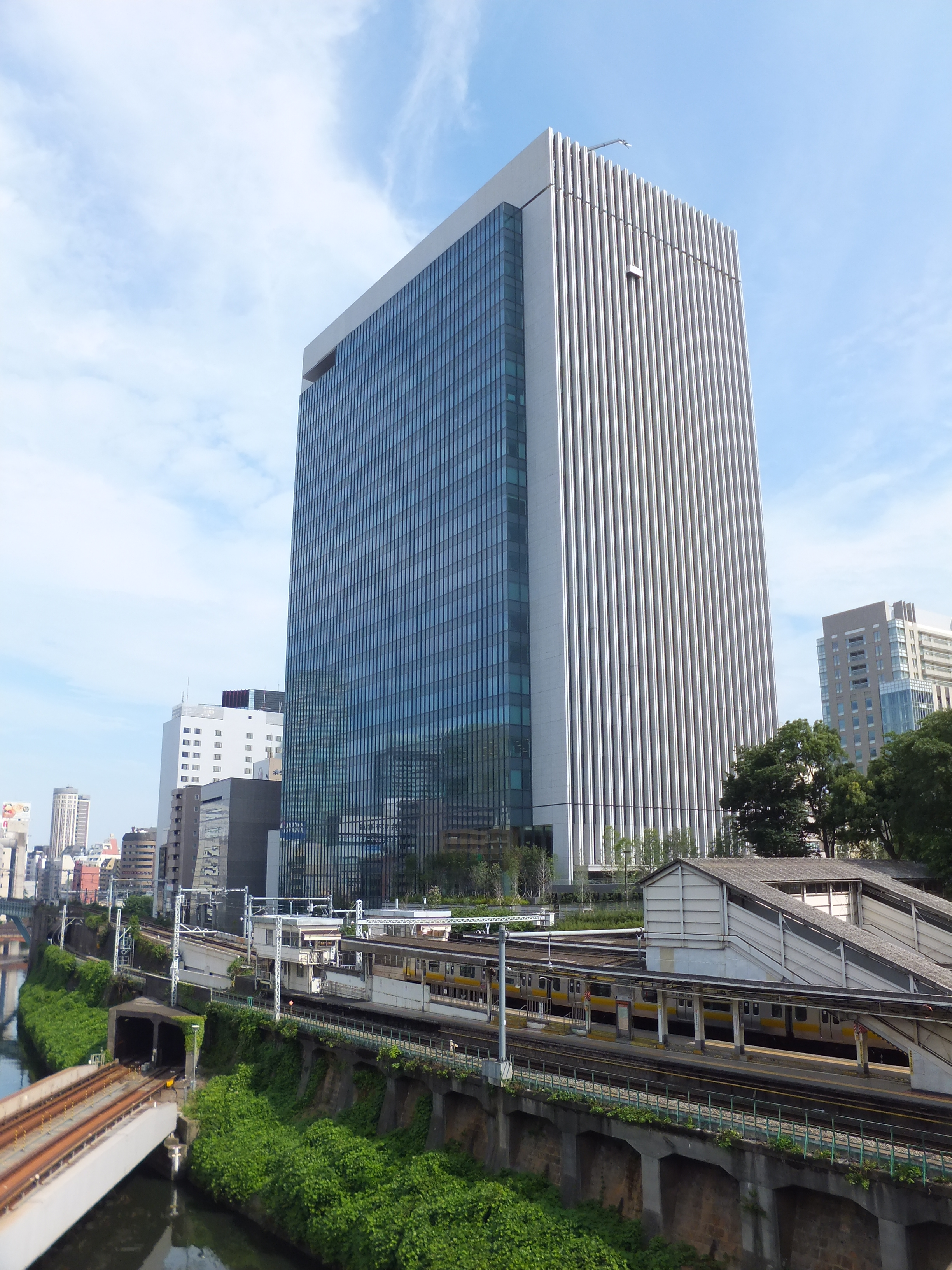
오차노미즈 역 근처에 위치한 오차노미즈 솔라시티
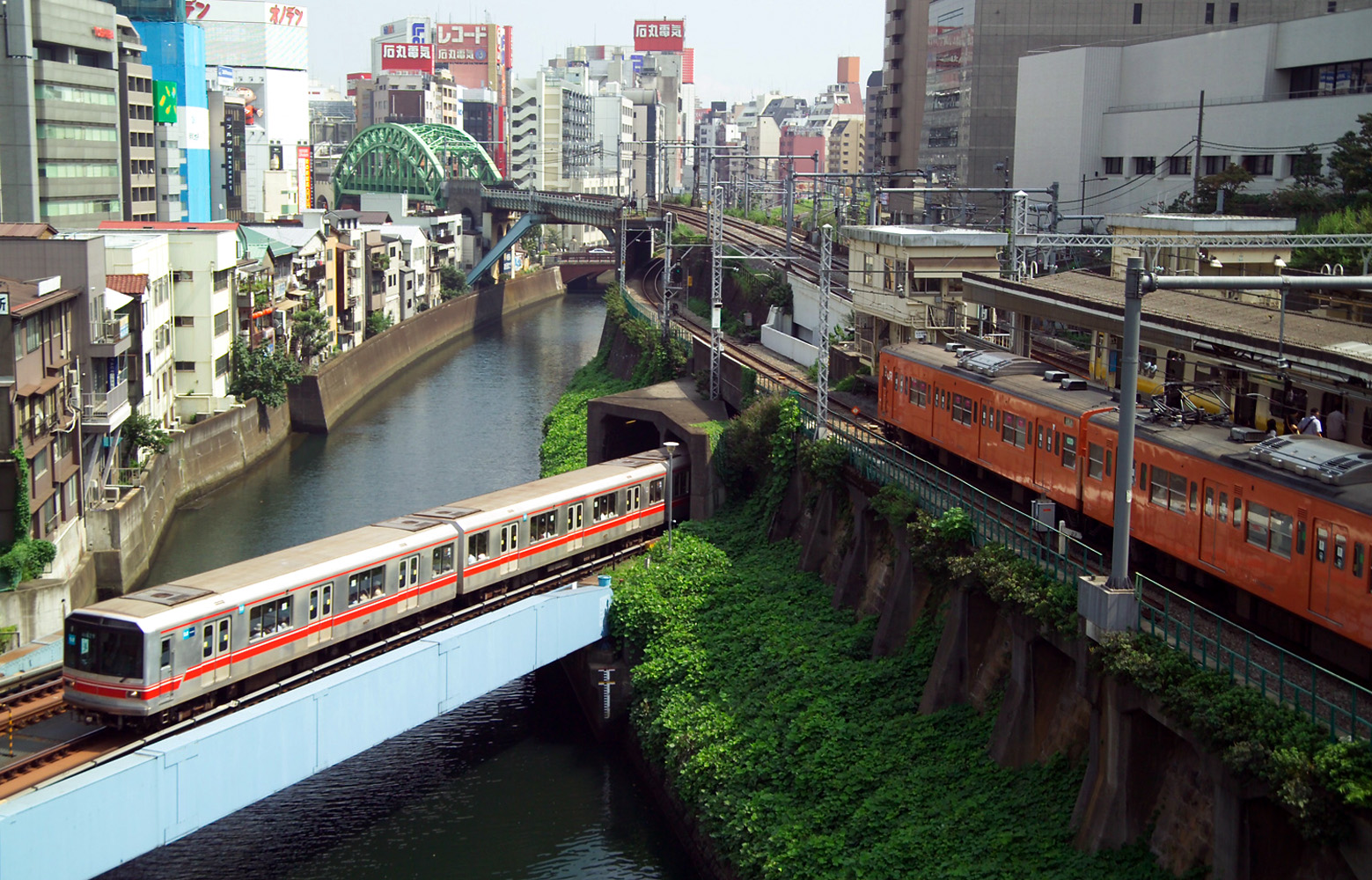
간다 강을 건너가는 마루노우치 선 전동차와 JR 오차노미즈 역
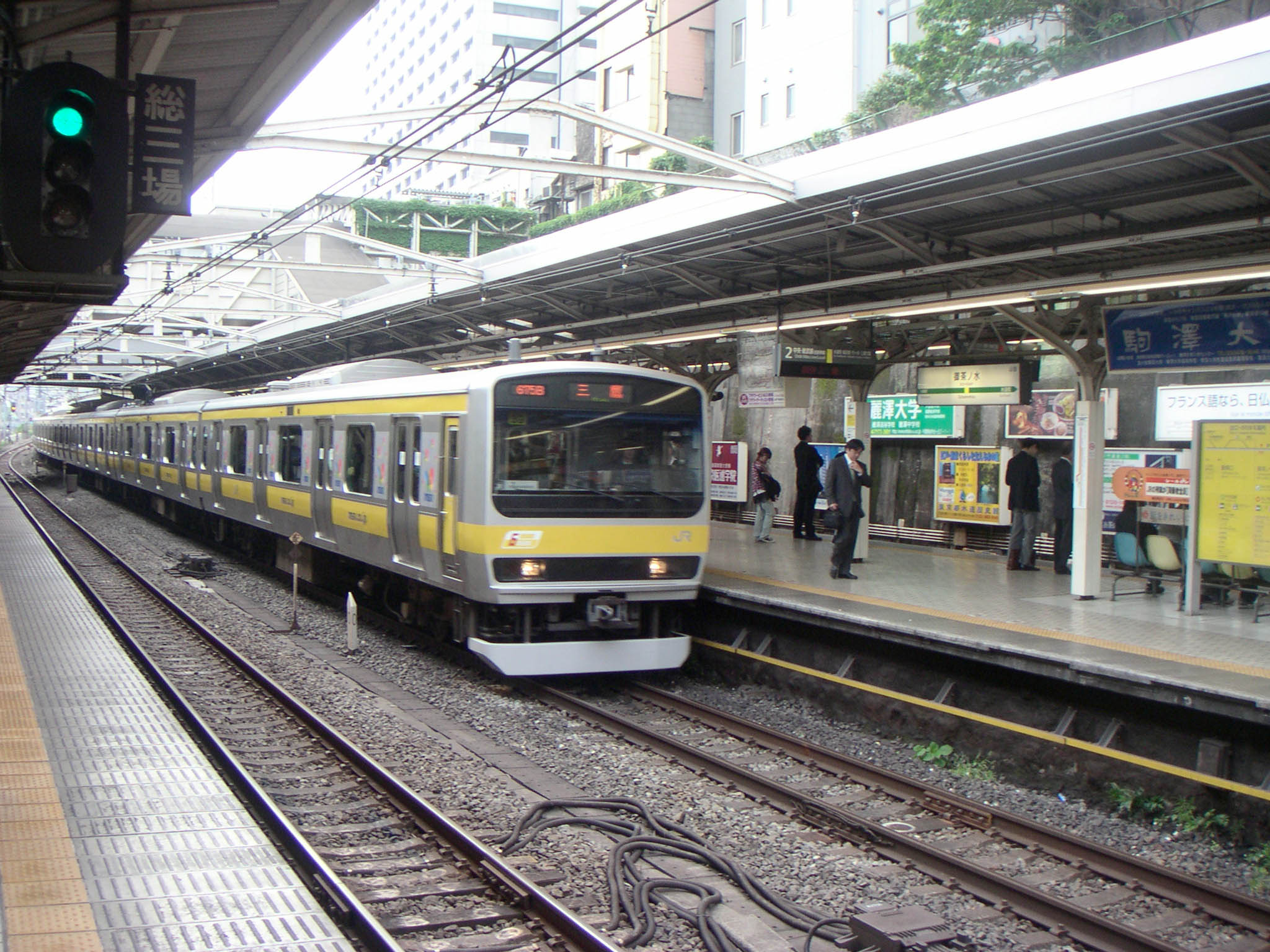
오차노미즈 역으로 들어가는 주오·소부 완행선 전동차
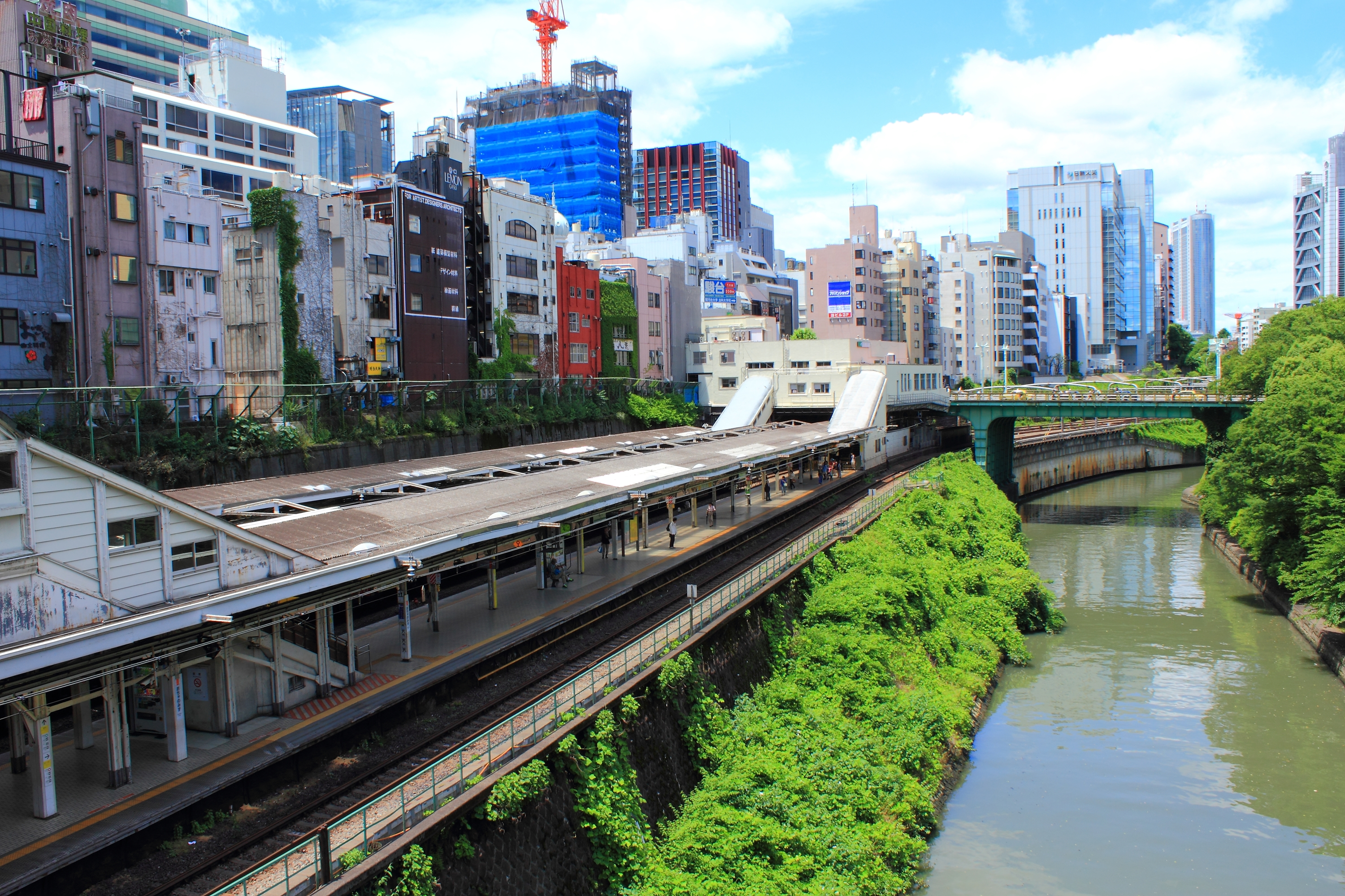
간다 강을 끼고 위치한 JR 오차노미즈 역
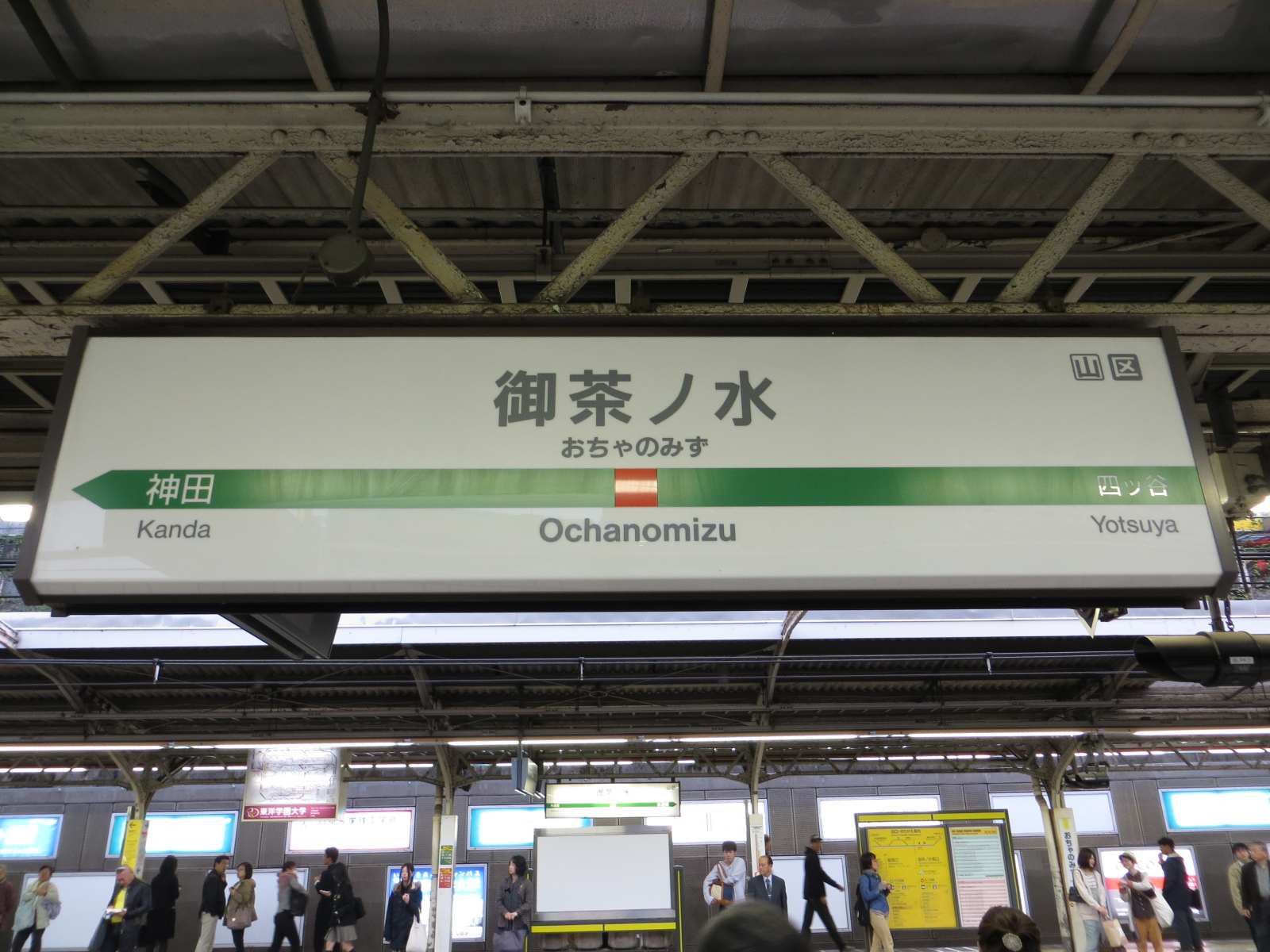
주오 선 역명판
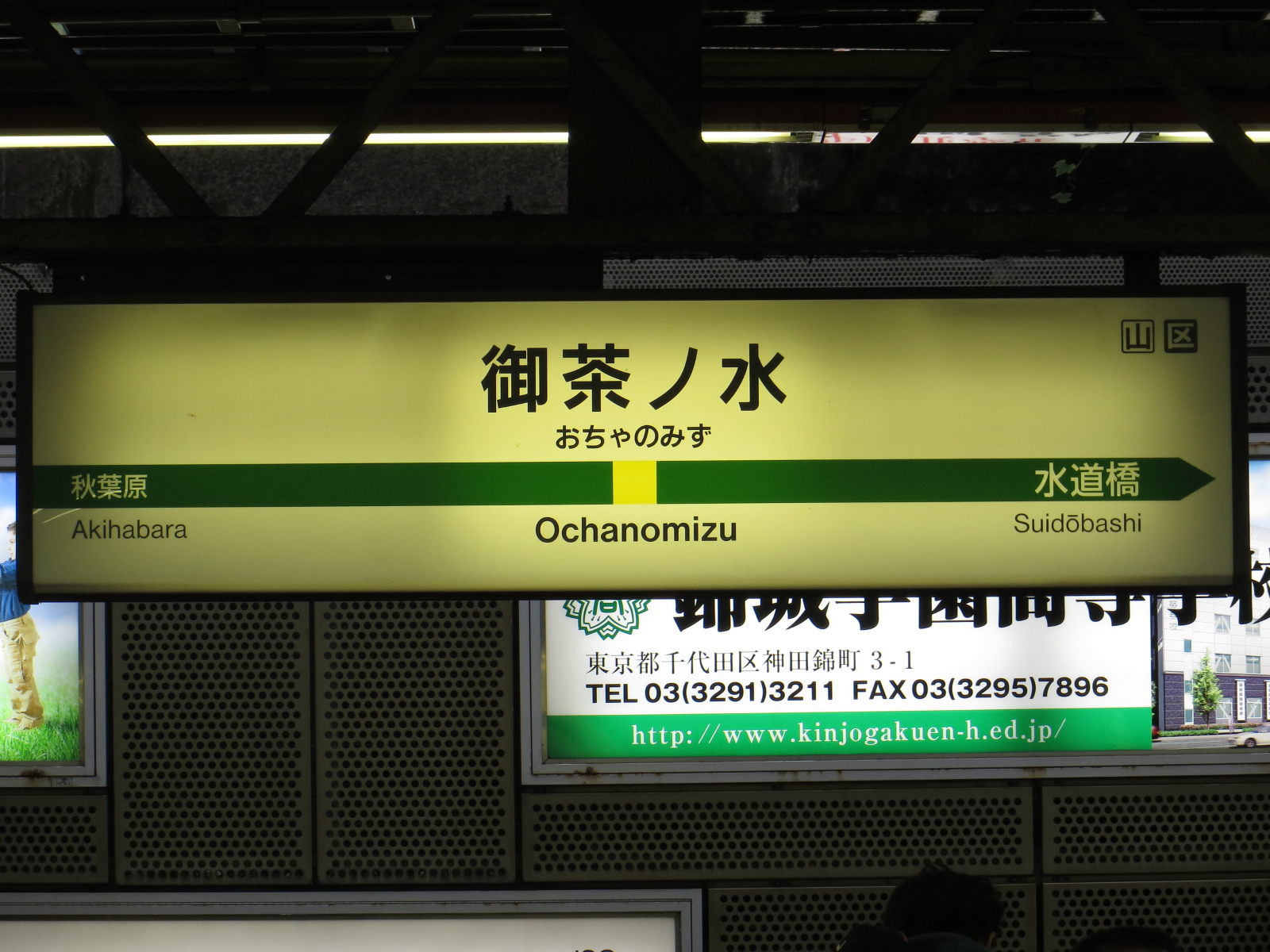
소부 선 역명판

## 인접역
| 동일본 여객철도 주오 본선   | 동일본 여객철도 주오 본선 | 동일본 여객철도 주오 본선       |
| --------------------------- | ------------------------- | ------------------------------- |
| JC 02 간다 도쿄 방면        | 주오 쾌속선 쾌속          | 요츠야 JC 04 오쓰키 방면        |
| JB 19 아키하바라 지바 방면  | 주오 · 소부 선 각역정차   | 스이도바시 JB 17 미타카 방면    |
| 도쿄 메트로 마루노우치 선   |                           |                                 |
| M 19 아와지초 오기쿠보 방면 | 마루노우치 선             | 혼고 3초메 M 21 이케부쿠로 방면 |